# Periclimenaeus mortenseni
Periclimenaeus mortenseni is een garnalensoort uit de familie van de Palaemonidae. De wetenschappelijke naam van de soort is voor het eerst geldig gepubliceerd in 1993 door Bruce.